# Chromadorina incurvata
Chromadorina incurvata är en rundmaskart som beskrevs av Christian Wieser 1956. Chromadorina incurvata ingår i släktet Chromadorina och familjen Chromadoridae. Inga underarter finns listade i Catalogue of Life.